# ウェスタン・エレクトリック
ウェスタンエレクトリック（英: Western Electric）は、かつて存在したアメリカ合衆国の電機機器開発・製造企業。1881年から1995年まで、AT&Tの製造部門として存在した。数々の技術的発明や、産業の管理手法の開発で知られる。AT&Tのグループ企業の調達エージェントとしても機能していた。現在はノキアが事業を後継している。

## 歴史

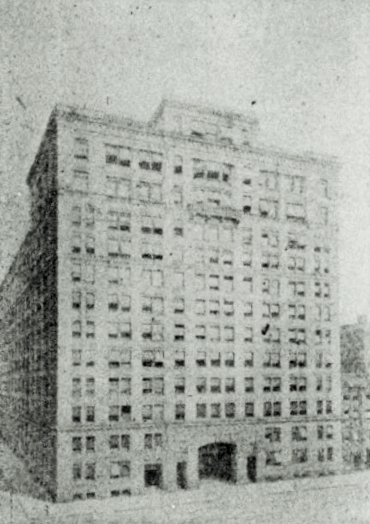
ウェスタン・エレクトリック会社ニューヨーク工場　1889年

1856年、ジョージ・ショーク（George Shawk）はクリーブランドの電気機器製造企業を買収した。1869年、彼は エノス・M・バートン（Enos M. Barton）を共同経営者に迎えたが、同年、ショークは株を発明家イライシャ・グレイに売却した。1872、バートンとグレイは本社をシカゴに移し、ウェスタン・エレクトリック・マニュファクチャリング・カンパニー（Western Electric Manufacturing Company）と社名を変更。同社は、タイプライター、警報器、照明といった電気機器を製造し、電信事業会社ウエスタンユニオンとは密接な関係を持ち、継電器などの機器を供給していた。
1875年、グレイは持ち株をウエスタンユニオンに売却し、同時にグレアム・ベルの電話に関する特許に対する差し止め請求権も売却した。ウエスタンユニオンとベル電話会社の特許紛争が1879年に決着すると、ウエスタンユニオンは電話市場から撤退し、ベルは1881年にウェスタン・エレクトリックを買収した。
ウェスタン・エレクトリックは、海外資本として日本で初の合弁事業を立ち上げた会社であった。1899年、日本電気（NEC）の設立当時、ウェスタン・エレクトリックは株式の54%を保有していた。日本でのウェスタン・エレクトリックの代表としてウォルター・T・カールトンが日本電気社内に席を構えた。
1992年まで使用されていたNECの旧ロゴのデザインは、ウェスタン・エレクトリックのロゴが由来となっている。
数年後、ウェスタンエレクトリックは極秘裏に競合企業であるケロッグ・スイッチボード・アンド・サプライ（Kellogg Switchboard & Supply company）の株式を取得して経営権を握った。しかし、独占禁止法違反を指摘され、株式の売却を余儀なくされた。
独立系電話会社は1,300ほど存在したが、AT&Tは1881年から1984年のグループ分割まで米国における長距離電話サービスをほぼ独占していたし、アメリカにおける多くの地域でも地域電話会社によって市場を独占していた。AT&Tは、20世紀初めには米国のほとんどの都市部を抑えていた。独立系電話会社はあまり利益の望めない地域や田舎で生き残った。
AT&Tの収入の大部分は地域ベル電話会社（RBOC）によるものであった。AT&Tの他の部門としては、ベル研究所、長距離電話部門、製造部門としてのウェスタン・エレクトリックなどがあった。

## 独占開発
AT&Tが地域電話会社でカバーしている地域の全ての電話機、公衆交換電話網（PSTN）の全部品、その網に接続されたあらゆる機器はウェスタン・エレクトリックが製造したもので、それ以外はAT&Tのネットワークに接続することは許されなかった。この独占状態を保つため、AT&Tグループは、顧客が他社製品を接続していないかを調査する小規模の部隊を編成していた。
ウェスタン・エレクトリック製電話機は顧客が購入するものではなく、地域ベル電話会社のものであり、AT&Tのものであり、同時にウェスタン・エレクトリック自身のものである。すなわち、電話機はAT&Tから顧客にリースされ、電話料金にリース料が加算された料金を請求される。リース料は累積すると販売価格よりも高額になるので、これによってAT&Tとウェスタン・エレクトリックは多額の資金が流れ込み、それを電話サービスそのものにつぎ込んで、市内通話料金を非常に低額（電話機リース料を含めて月額10ドル以下）にすることができた。分割後は、基本料金がうなぎ上りに上がり、屋内配線と電話機は顧客の所有物となった。ウェスタン・エレクトリック製の電話機には「ベルシステム資産-非売品」という刻印があった。電話機には現地の地域ベル電話会社のステッカーも貼付してあった。さらに収入を増やす手法として、回収した旧モデルの電話機の中身を新型の電話機の中身として再利用していた。寡占市場であったため、AT&Tは電話機の出荷台数を自由に制御でき、結果としてウェスタン・エレクトリックの電話機の新機種投入頻度は少なく押さえられた。
AT&Tは他社製電話機の使用を禁止するというポリシーを厳密に適用した。どうしてもベルシステム以外の電話機を使いたい顧客は、その購入した電話機をいったん当地のベル・モノポリー（英: Bell Monopoly）に送り、その会社が顧客にその電話を送り返してリースするという形態をとる。このため余分な費用がかかる。1970年代になると、他社製電話機を使う顧客が増えてきたため、AT&Tは一部方針変更し、Design Line シリーズ電話機の外装を顧客が購入し、中身の機械部分はAT&Tがリースするという形にした。
1983年まで、ウェスタン・エレクトリックの電話機（特に内部の機械）は常にリースされており、販売されなかった。つまり、故障した場合の修理はAT&T側の負担となる。そのため、ウェスタン・エレクトリックは設計において極限まで信頼性と耐久性を追求することで、修理回数を減らそうとした。特にウォルター・A・シューハートは1920年代に統計的品質管理技法を開発し、ウェスタン・エレクトリックの生産品質の向上に貢献した。1983年、ウェスタン・エレクトリックの電話機はAT&Tの新子会社アメリカン・ベル（American Bell）から一般に発売されるようになっ（ブランド名はAmerican Bell）。1984年1月1日以降「ベル」のブランド名を使えなくなると決定される以前、AT&TはAmerican Bellの名前で現在ではお馴染みとなったAT&Tの球形のロゴを使って、製品を販売していく予定だった。AT&Tの唯一のライバルゼネラル・テレフォン・アンド・エレクトロニクス（GTE、英: General Telephone and Electronics）も自前の製造部門オートマチック・エレクトリック（Automatic Electric）を持っていた。
1905年、ウェスタン・エレクトリックはシカゴ郊外にホーソン工場（英: Hawthorne Works）の建設を開始し、1914年までにシカゴ本社地区やニューヨーク州の他の工場の機能を全てここに集約した。その後、カーニー工場（英: Kearny Works）やコロンバス工場（英: Columbus Works）といった巨大工場が建設された。

## 技術的発明

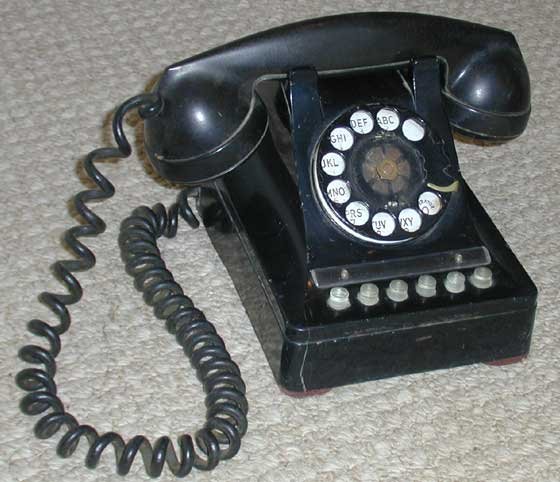
302型とほぼ同形の464G型

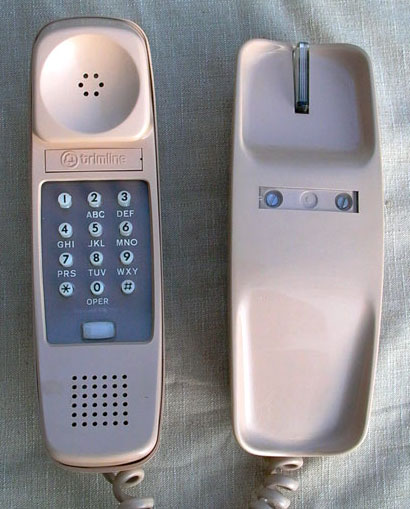
Trimline

1928年、ウェスタン・エレクトリックは初めて受話器と送話器が一体化した電話機を開発した（それまでの電話機は本体に送話器がある燭台型だった）。このモデル「102」は本体底面が丸いのが特徴で、1930に登場した後継の「202」はほとんど同じ形状だが底面が楕円形になっている。
次の大きなアップグレードは1937年の「302」である。工業デザイナーであるヘンリー・ドレイファス（ヘンリー・ドレフュスとも、英: Henry Dreyfuss）の設計によるもので、いわゆる黒電話の原型となった四角い底面が特徴である。なお、「302」より前の電話機は別に回路を収めた箱が必要だったが、「302」ではそれを電話機本体に内蔵している。1949年以降はモデル「500」がリリースされ、適宜更新されていった。細かい改良として、ダイヤルをより静かによりスムーズにしたり、回路基板をプリント基板にしたりといった更新が行われた。モデル500は1986年に押しボタン式電話機に完全に取って代わられるまで、製造が続いた。世界でも最も多数製造された電話機である。
他の発明としては、1950年代に小型化しダイヤル部分が光るようにして寝室での利用を考慮したPrincess Phone（プリンセス・フォーン）と呼ばれるモデルが登場した。また、1960年代には受話器の中央部分にダイヤルを配置して本体を極限まで小型化したTrimline（トリムライン）が登場した。その後、DTMFの開発と共にダイヤル式の電話機は徐々に廃れていった。
1929年ごろ、ウェスタン・エレクトリックは映画館の音響システムの製造も行っていた。ウェスタン・エレクトリックのUniversal Base（ユニヴァーサル・ベイス）は、サイレントの映写機しかない映画館でトーキーを上映できるようにするシステムであった。また、映画館用広音域ホーンスピーカーも設計している。これは効率が高く、3ワットのアンプで映画館全体に音を響かせることができた。当時、高出力のオーディオ用真空管はほとんどなかったため、この開発は重要だった。
AT&Tへの機器供給業者として以外に、ウェスタン・エレクトリックはプロ用の録音再生機器も開発販売していた。以下のようなものがある。
- ヴァイタフォン - トーキー映画システム
- プロ用電気録音機器（1920年代末） - それまでは、レコードへの録音は蓄音機のホーンに向かって音を発することでレコードに溝を刻んでいた（アコースティック録音）。ウェスタン・エレクトリックは初めてマイクロフォンと増幅器と電磁式の針を使った録音を可能にした。
- オーソフォニック - 電気録音されたレコード用の蓄音機
- オプティカル・サウンド
- モノラルの装置でも再生可能なステレオレコード録音方式
- リボン方式マイクロフォン

## 管理手法の発明
- フレデリック・テイラーの科学的管理法をいち早く採用した。
- ウォルター・A・シューハートは1924年、ウェスタン・エレクトリックの工場で管理図を考案した。
- 1924年から1936年にかけて、ウェスタン・エレクトリックの工場でホーソン実験という生産性に関する実験が行われた。
- ウェスタン・エレクトリックは健全経営で知られていたため、1949年にハリー・S・トルーマン大統領の要請で軍事研究所だったサンディア国立研究所の経営を委託された。

## 終焉
1984年1月1日、ウェスタン・エレクトリックはAT&Tテクノロジーとなり、顧客分野ごとにさらに分割された（AT&Tテクノロジーシステム、AT&Tネットワークシステムなど）。分割後も電話機の製造は続けられ、ベルのロゴはなくなったが内部の集積回路などには「WE」のイニシャルがそのまま付けられていた。電子交換機その他の地域ベル電話会社向けの機器は1990年代になっても「AT&T Western Electric」と表示していた。
電話機はコスト削減のため1985年にデザインが更新され、それまで金属を多用していた電話機でもプラスチックを多用するようになった。1986年、インディアナポリス事業場の電話機工場が閉鎖され、AT&Tの単線電話機製造はアメリカ国内では行われなくなった。ビジネス用電話機システムは2001年までシュリーブポート事業場で製造されていた。家庭用電話機は香港、シンガポール、中国、バンコクなどで製造されるようになった。ウェスタン・エレクトリック製の電話機には「WE」の刻印は付かなくなったが、電話線のプラグには「WE」と刻印し続けた。
1995年、AT&TはAT&Tテクノロジーをルーセント・テクノロジーに改称し、スピンオフに備えた。この時点でウェスタン・エレクトリックは終焉を迎えた。電話線のプラグの刻印も「HHE」に変わった。1996年にはルーセントが独立し、残った資産はアドバンスト・アメリカン・テレフォンズ（Advanced American Telephones）、アジェレ・システムズ（Agere Systems）、アバイア、コンシューマ・フォン・サービシーズ（Consumer Phone Services）に売却された。ルーセント自体もアルカテルと合併してアルカテル・ルーセントとなった。

## 遺産
ウェスタン・エレクトリックの消滅に伴い、電話機や関連機器の製造は様々な業者が行うようになった。この競争状態の結果、電話機の製造は主にアジアで行われるようになり、安価な部品が使われるようになった。
人によっては、AT&Tが分割された後も電話機を全く購入せず、ウェスタン・エレクトリック製の電話機を依然としてリースし続けていることもある。その場合、電話機の購入価格の10倍以上のリース料金を通算で支払っていることになるが、ウェスタン・エレクトリック製の電話機は耐久性と音質の面で最近の電話機よりも優れていると言われている。現在では、ウェスタン・エレクトリックの電話機は、コレクションの対象にもなっている。
映画館向けにウェスタン・エレクトリックが1920年代から30年代にかけて設計・製造した音響機器は、耐久性と音質のよさからオーディオマニアなどのコレクション対象となっている。これには、大規模映画館用の巨大なスピーカーもあり、比較的低出力の真空管アンプで駆動される。